# Charles Hanin
Charles Marie Paul baron Hanin (Wellin, 19 september 1914 – Marche-en-Famenne, 16 juni 2012) was een Belgische politicus voor de PSC.

## Levensloop
Hanin behaalde in 1936 het diploma van doctor in de rechten en in 1937 dat van licentiaat in het notariaat aan de Universiteit Luik. Hij werd beroepshalve advocaat aan de balie van Marche-en-Famenne en was van 1945 tot 1946 als substituut-krijgsauditeur verbonden aan de krijgsrechtbank. Hij trouwde in 1942 met Elise Forthomme (1919-2007) en ze kregen vijf kinderen.
Charles Hanin was van 1946 tot 1963 voorzitter van het middenstandersverbond van de provincie Luxemburg en van 1955 tot 1956 voorzitter van de toeristische vereniging van Belgisch-Luxemburg. In de jaren '50 werd hij politiek actief voor de christendemocratische PSC en was voor deze partij van 1953 tot 1958 gemeenteraadslid van Marche-en-Famenne. Van 1956 tot 1965 was Hanin eveneens provincieraadslid van Luxemburg en van 1958 tot 1965 was hij bestendig afgevaardigde van de provincie, bevoegd voor Economische Zaken, Toerisme en Cultuur. In oktober 1970 werd hij opnieuw verkozen in de gemeenteraad van Marche-en-Famenne. Begin 1977 werd Hanin burgemeester van de gemeente, een functie die hij bekleedde tot hij in 1986 aftrad ten gunste van André Bouchat. Hanin bleef daarna nog tot eind 1994 gemeenteraadslid.
In 1965 werd hij namens het arrondissement Aarlen-Bastenaken-Marche verkozen tot rechtstreeks gekozen senator in de Senaat en oefende dit mandaat uit tot in december 1978. Hij werd toen opnieuw verkozen als rechtstreeks gekozen senator, maar stond zijn mandaat af aan eerste opvolger Guy Lutgen en liet zich vervolgens verkiezen tot provinciaal senator voor Luxemburg, hetgeen hij zou blijven tot aan het einde van zijn parlementaire loopbaan in november 1981. In de Senaat was hij lid van de senaatscommissies Economische Zaken, Middenstand, Openbare Werken, Ruimtelijke Ordening en Huisvesting, Infrastructuur, Verkeerswezen en PTT, Gezinszorg en Huisvesting en Binnenlandse Zaken en Openbaar Ambt.  Als gevolg van de toen bestaande dubbelmandaten zetelde hij van 1971 tot 1980 eveneens in de Cultuurraad voor de Franse Cultuurgemeenschap, van 1974 tot 1977 in de voorlopige Waalse Gewestraad, waar hij fractieleider was voor zijn partij, en van 1980 tot 1981 in de Waalse Gewestraad en de Raad van de Franse Gemeenschap. Op supranationaal niveau zetelde Hanin van 1977 tot 1982 in de Raad van Europa, waar hij vanaf 1979 de parlementaire groep van de christendemocraten voorzat.
Na de splitsing van de unitaire CVP-PSC in 1969 speelde Hanin een belangrijke rol in de uitbouw van de Waals-Brusselse structuur van de zelfstandig geworden PSC. Van 1970 tot 1972 was hij voorzitter van het directorium van de partij. Tezelfdertijd begon hij aan een ministeriële loopbaan: van mei 1968 tot januari 1972 was hij minister van Middenstand in de Regering-G. Eyskens IV, van januari 1972 tot januari 1973 was hij minister van Franse Cultuur in de regering-G. Eyskens V, van januari 1973 tot april 1974 was hij in de regering-Leburton minister van Wetenschapsbeleid, vanaf oktober 1973 eveneens belast met Toerisme en Oostkantons, en ten slotte was hij van april tot juni 1974 minister van Binnenlandse Zaken in de regering-Tindemans I. Nadat deze regering werd aangevuld met het Rassemblement Wallon, verdween Hanin uit de regering ten voordele van zijn partijgenoot Joseph Michel. De redenen voor deze herschikking zijn nooit helemaal opgehelderd. Vervolgens verdween Hanin van het politieke voorplan, al was hij van april tot november 1979 nog interim-voorzitter van de PSC.
Naast zijn politieke loopbaan was Hanin van 1975 tot 1985 voorzitter van de sectie van de Koninklijke Commissie voor Monumenten en Landschappen voor het Waals gewest. Ook zette hij zich in zijn regio actief in voor talrijke domeinen, met name cultuur, huisvesting en ziekenhuizen. Van 1969 tot 1990 was hij voorzitter van La Famennoise, een coöperatieve vennootschap die concentreerde op de bouw van sociale woningen. Daarnaast was hij voorzitter van de intercommunale vereniging voor medisch-sociale werken in Marche en voorzitter van het in 1989 opgerichte Musée des Francs et de la Famenne.
Bij zijn overlijden werd eraan herinnerd dat hij een belangrijke rol speelde in het verbeteren van het sociaal statuut van zelfstandigen en het verhogen van hun pensioen, hun kinderbijslag en hun ziekteverzekering. Hij was tevens een van de voorname promotors van de Europese ruimtepolitiek, door de sluiting van het akkoord met Frankrijk voor de realisatie van het Arianeprogramma. Hij nam ook actief deel aan de stichting van Louvain-la-Neuve als universiteitsstad.
In 1998 verkreeg hij opname in de erfelijke adelstand, met de persoonlijke titel van baron. Zijn wapenspreuk luidt Vérité rend libre.